# Деркин, Пол
Пол Энтони Деркин (англ. Paul Anthony Durkin; род. 15 августа 1955, Уэймут, Дорсет) — английский футбольный арбитр, арбитр ФИФА в 1994—2004 гг.
В английской Премьер-лиге Деркин работал с 1992 года, завершил карьеру в 2004 году. За это время он отсудил в Премьер-лиге 246 матчей, в которых показал 612 жёлтых и 25 красных карточек. В 1996 году был четвёртым арбитром на матче чемпионата Европы между сборными Франции и Болгарии, но после травмы главного арбитра Дермотта Галлахера уже на 20-й минуте заменил его. На чемпионате мира 1998 года Деркин был единственным представителем Англии в судейском корпусе. Он судил матч между сборными Италии и Австрии в группе B. Деркин также работал на матчах еврокубков, в 1998 году судил финал Кубка Англии между «Арсеналом» и «Ньюкаслом», а в 2003 году — финал Кубка футбольной лиги между «Ливерпулем» и «Манчестер Юнайтед».
После завершения карьеры футбольного арбитра Деркин недолго работал на телеканале ITV, выполняя роль судьи соревнований между участниками игрового шоу Simply the Best.